# Histoire de Juliette, ou les Prospérités du vice
L’Histoire de Juliette, ou les Prospérités du vice est un roman du marquis de Sade, qui se présente comme publié en 1797, et publié en réalité entre fin 1800 et début 1801 à Paris de façon anonyme, et comme suite à La Nouvelle Justine ou les Malheurs de la vertu, Justine étant la sœur de Juliette.
La Nouvelle Justine avait été imprimée à Paris en 1797, sans nom d'auteur et d'éditeur, avec la fausse adresse « en Hollande ».
La publication de ces deux ouvrages a valu à leur auteur, rapidement dénoncé, son arrestation le 6 mars 1801 chez son imprimeur Nicolas Massé, le procès-verbal de la perquisition mentionnant « des volumes de La Nouvelle Justine avec des additions et corrections manuscrites de la main de Sade ».
Par ordre du Premier Consul Bonaparte, il est incarcéré sans inculpation ni procès à l’asile de Charenton durant les treize dernières années de sa vie.
Alors que, dans les Malheurs de la vertu, Justine n'obtient que des injustices et des sévices répétés, Juliette est au contraire une nymphomane et criminelle amorale dont les entreprises lui valent le succès et le bonheur.

## Résumé
Juliette est élevée dans un couvent, mais à l’âge de treize ans, elle est séduite par une femme qui entreprend de lui expliquer que la moralité, la religion et les idées de cette sorte sont dépourvues de sens. Toutes les considérations philosophiques évoquées au cours du récit sont de cet ordre : toutes les idées touchant à Dieu, la morale, les remords, l’amour, sont attaquées. La conclusion générale est que le seul but dans la vie est « de s’amuser sans se soucier, aux dépens de quiconque ». Juliette pousse ceci à l’extrême en assassinant de nombreuses personnes, y compris divers proches et amis.
Pendant le roman, qui suit Juliette de l’âge de treize à environ trente ans, l’anti-héroïne dévergondée s’engage dans pratiquement chaque forme de dépravation et rencontre toute une série de libertins comme elle, tels que la féroce Clairwil, dont la passion principale est d’assassiner de jeunes hommes après avoir eu des rapports sexuels avec eux, Saint-Fond, un nabab incestueux de cinquante ans qui assassine son père, torture quotidiennement des jeunes filles à mort, allant même jusqu’à ourdir un complot ambitieux visant à provoquer une famine qui éliminera la moitié de la population française. Minski, l'« ogre des Apennins », est un anthropophage infligeant au corps humain les tortures et les mutilations les plus inventives.

### Personnes réelles dansJuliette
Une des scènes les plus étendues de Juliette relate une longue entrevue de Juliette avec le pape Pie VI. L’héroïne montre son érudition au pape — auquel elle s’adresse le plus souvent par son nom séculaire de « Braschi » — en dressant le catalogue des immoralités commises par ses prédécesseurs. Comme presque toutes les scènes du récit, l’audience se termine sur une orgie, à laquelle le pape participe. Pour obtenir les faveurs de Juliette, le pape célèbre des messes noires à Saint-Pierre-de-Rome.
Peu après, le personnage Brisatesta relate deux rencontres scandaleuses, la première avec « la princesse Sophia, nièce du roi de Prusse », qui vient juste d’épouser « le stadhouder » à La Haye. Ceci désigne vraisemblablement Friederike Sophie Wilhelmine de Prusse (1751-1820), qui a épousé Guillaume V d'Orange-Nassau, le dernier stadhouder hollandais, en 1767, encore vivant lors de la publication de Juliette. Une autre rencontre a lieu avec la tsarine Catherine II de Russie, dépeinte comme une dépravée violentant de jeunes hommes.

## Gravures
La Nouvelle Justine compte 40 gravures, Histoire de Juliette en compte 60. Reliée et connue depuis le début du XIXe siècle, une partie des dessins préparatoires, originaux, des gravures de Juliette, peut-être du graveur Claude Bornet [?], destinées à illustrer ce roman et comportant des commentaires autographes de Sade, est réapparue à la vente de livres et manuscrits organisé par Sotheby's à Paris le 2 novembre 2017. Ce volume a été acquis par un acheteur anonyme pour la somme de 162 500 euros.